# Tomás Liscano
Tomás Agustín de Jesús Liscano Giménez  (Quíbor, estado Lara, 27 de agosto de 1885 – Caracas, 10 de marzo de 1951) fue un abogado venezolano, doctor en Ciencias Políticas, académico, magistrado de la Corte Federal y de Casación. Presidente del Congreso Nacional (1939-1940) y presidente del Estado Falcón durante el periodo del general Isaías Medina Angarita. Entre sus obras más destacadas están Tildes Jurídicas (1932), La Moral del Abogado y de la Abogacía (1934), La responsabilidad civil del delincuente (1941) y Libertad de Prensa en Venezuela (1947). Casado con María Eva Rodríguez Rivero, con quien no tuvo descendencia, fue tío y padre adoptivo de Rafael Caldera, quien fuera dos veces Presidente de Venezuela.

## Biografía

### Primeros años

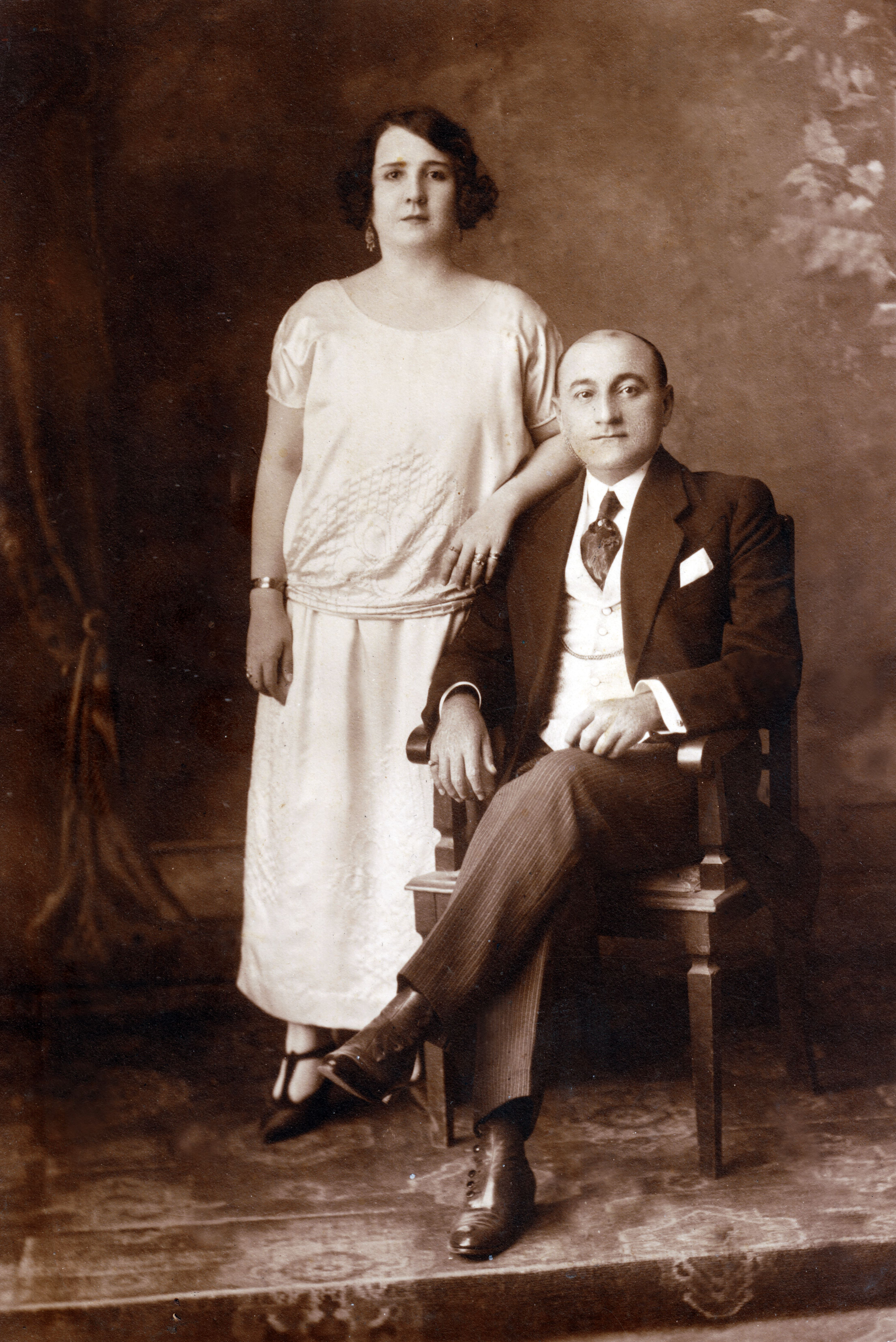
Liscano y su esposa María Eva Rodríguez en 1925.

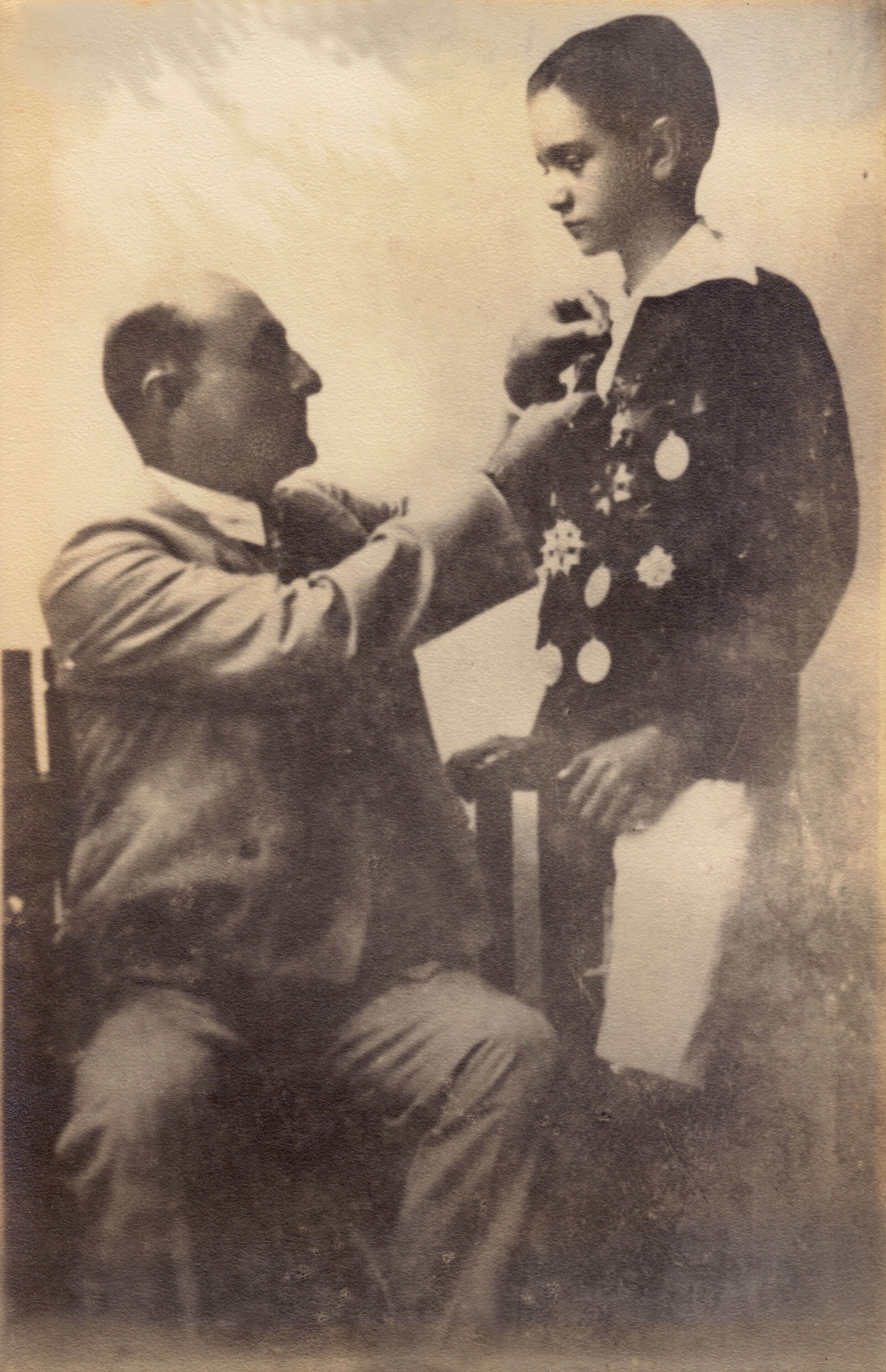
Liscano colocando medallas a su hijo adoptivo, Rafael Caldera, en el Colegio San Ignacio de Caracas. 10 de octubre de 1929.

Tomás Liscano nació en Quíbor, estado Lara, el 27 de agosto de 1885, hijo de Clemente Liscano y Rosalina Giménez Mendoza. Huérfano a temprana edad, su padre le confía su educación a su primo hermano, monseñor Águedo Felipe Alvarado, Obispo de Barquisimeto, con quien introdujo la primera imprenta en Quíbor y fundó el periódico El Aspirante, de corta vida, pero que contó entre sus redactores al doctor Luis Razetti.
Monseñor Alvarado, su padrino, sería quien le inculcara la profunda fe católica que lo acompañará toda su vida. Pero cuando le manifestó no estar seguro de su vocación para la vida sacerdotal, lo puso bajo la tuición del presbítero tocuyano José Cupertino Crespo y le abrió la puerta al contacto con Egidio Montesinos y Pepe Coloma. 
Es pariente del escritor y poeta Juan Liscano, descendiente éste del general Carlos Liscano, presidente del estado Lara de 1907 a 1909.
Tomás Liscano fue uno de los últimos discípulos de Egidio Montesinos en el Colegio «La Concordia» de Barquisimeto, donde realizó sus estudios de bachillerato, finalizando en agosto de 1910. Luego fue a Caracas a iniciar estudios universitarios y en 1912 el cierre de la Universidad Central de Venezuela lo obligó a retornar a la provincia. 
Entonces trabajó bajo el amparo de los generales Bartolo Yépez, en Carúpano, y Juan Victoriano Giménez, en San Felipe, donde posteriormente llegara a ser presidente del Concejo Municipal y diputado a la Asamblea Legislativa del estado. Allí conoce y contrae matrimonio, el 2 de febrero de 1916, con María Eva Rodríguez Rivero, hija del médico Plácido Daniel Rodríguez Obregón y de Elodia Rivero Vidoza, a su vez hija de Agustín Rivero, quien fuera presidente provisional del Estado Yaracuy al triunfar la Revolución Federal. 
De su matrimonio con María Eva no hubo descendencia, pero criaron como hijo propio a Rafael Antonio Caldera Rodríguez, su sobrino, hijo de su cuñada Rosa Sofía Rodríguez Rivero de Caldera, fallecida a causa de un cáncer a los 32 años de edad. Citando a Madame de Staël, Liscano dirá que tuvo «la desgracia feliz de no tener hijos en el matrimonio».

### Labor académica y política

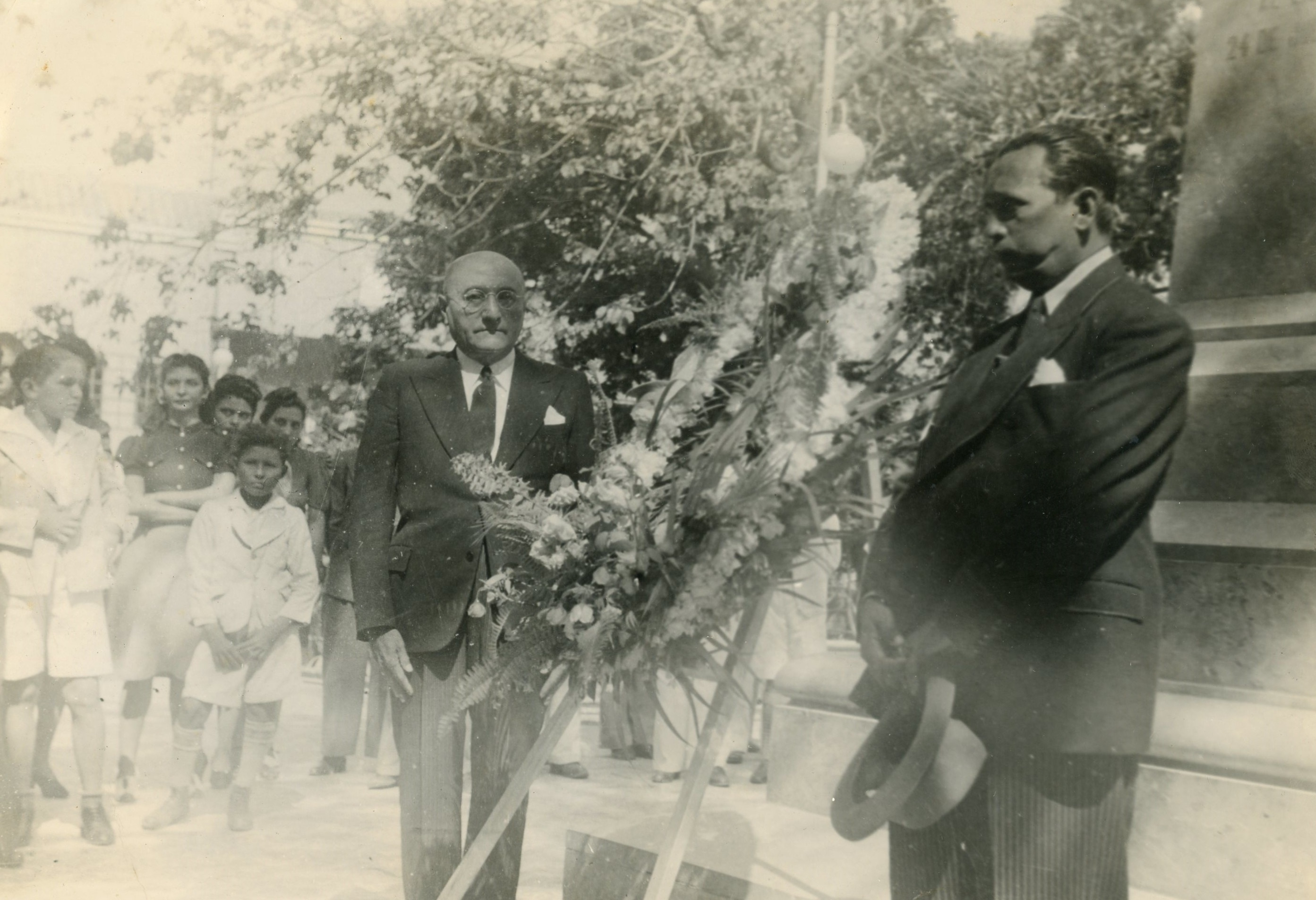
Ofrenda floral de Liscano, como presidente del Estado Falcón, en la Plaza Bolívar de Coro, el 19 de abril de 1942.

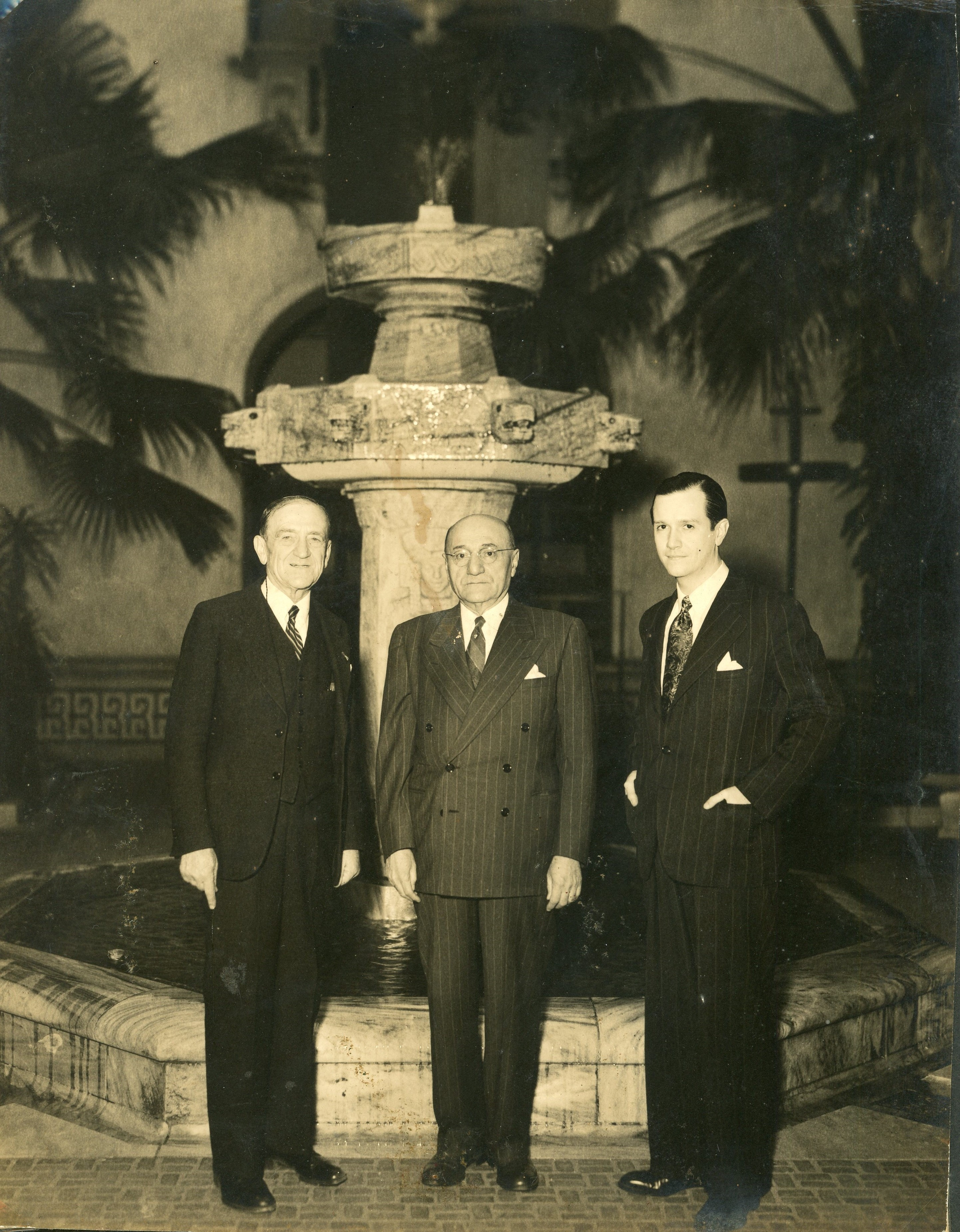
Liscano junto a Rafael Caldera, y el director general de la Unión Panamericana, Leo Stanton Rowe, en Washington D. C., diciembre, 1944

Liscano, viaja en 1922 con María Eva y el niño a Caracas, donde finaliza sus estudios en la universidad, ya reabierta, con calificación de sobresaliente, obteniendo el título de Doctor en Ciencias Políticas el 31 de enero de 1925. Su tesis de grado fue «El parentesco de afinidad con relación al divorcio», dedicándoselo a «la amada esposa mía, quien me regala la vida y me hace blanda la existencia».  
Posteriormente regresa a San Felipe, donde se entrega de lleno al ejercicio de la profesión y se estrena como abogado litigante, pero ante el cierre del único liceo que existía en el estado Yaracuy, decide trasladarse nuevamente a Caracas, para que su sobrino e hijo adoptivo curse el bachillerato.
En 1932 publica su obra más extensa, Tildes Jurídicas, que prologa José Gil Fortoul, en la que recoge diversos artículos de interpretación y de crítica de preceptos legales de resonancia práctica y que le abre, en 1933, las puertas de la Academia de Ciencias Políticas, a la cual es elegido en sesión del 31 de julio de ese año para ocupar el sillón No. 2, vacante por el fallecimiento de Francisco Guzmán Alfaro. Se incorpora con un trabajo titulado «Sobre la influencia del Código Napoleónico en la Legislación Civil venezolana», en sesión del día 30 de agosto de 1935. 
En 1934, poco antes de incorporarse a la academia, puso en circulación La Moral del Abogado y la Abogacía, a la que Esteban Gil Borges calificó de «excelente trabajo» y la Revista Jurídica de la Universidad de Puerto Rico llamó «una bella y convincente exposición de la ética jurídico-profesional». 
Aparte del ejercicio profesional, al cual le dedicó toda su vida, Liscano fue senador por el estado Lara (1937-1941) y como tal presidió las sesiones del Congreso Nacional en 1939 y 1940. En su labor como parlamentario participó especialmente en la defensa de la enseñanza religiosa, debatida en el proyecto de Ley de Educación; en la promulgación del Código de Menores; y en la tramitación de la Ley de Hidrocarburos de 1938. 
En 1941, presenta a la consideración del IV Congreso de Colegios de Abogados reunido en Barquisimeto, una ponencia titulada «La responsabilidad civil del delincuente», que dedica al Colegio de Abogados del estado Lara. Ese mismo año es electo Magistrado a la Corte Federal y de Casación, en lo que, como afirmó Rafael Caldera, «pensó fijada la cúspide de su carrera y en el Supremo Tribunal creyó pasar sus últimos años de vida pública».
Pero, su amistad con el entonces presidente Medina Angarita y su aspiración a presidir algún día su estado natal, lo llevan a renunciar a la posición en la Corte para aceptar el nombramiento como presidente del Estado Falcón.

### Últimos años y legado
En 1947 publicó Libertad de Prensa en Venezuela, obra que dedica a la Academia de Ciencias Políticas y al periodismo venezolano. Sostuvo la necesidad de una buena Ley de Prensa, capaz de garantizar la libertad de imprenta, así contra la restricción como contra el abuso. Entre 1947 hasta 1950 fue presidente de la Academia de Ciencias Políticas y Sociales. 
Para el momento de su muerte preparaba un libro sobre la infancia abandonada. Falleció a consecuencia de un cáncer de estómago el 10 de marzo de 1951, en Caracas. 
Liscano, católico ferviente, es también reconocido como uno de los precursores de la igualdad entre hombres y mujeres en la legislación venezolana. Parte de los conceptos que presentará en sus trabajos jurídicos, a partir de 1933, serán incorporados a la legislación del Código Civil de 1942, otros de ellos tendrán que aguardar hasta la reforma realizada en 1982.
El Concejo del Municipio Jiménez del estado Lara, en Quíbor, creó la «Orden Tomás Liscano» y el Colegio de Abogados de Caracas la «Orden Ética y Moral del Abogado Dr. Tomás Liscano». En 1966 se funda en su ciudad natal el Liceo Tomás Liscano.

## Obra

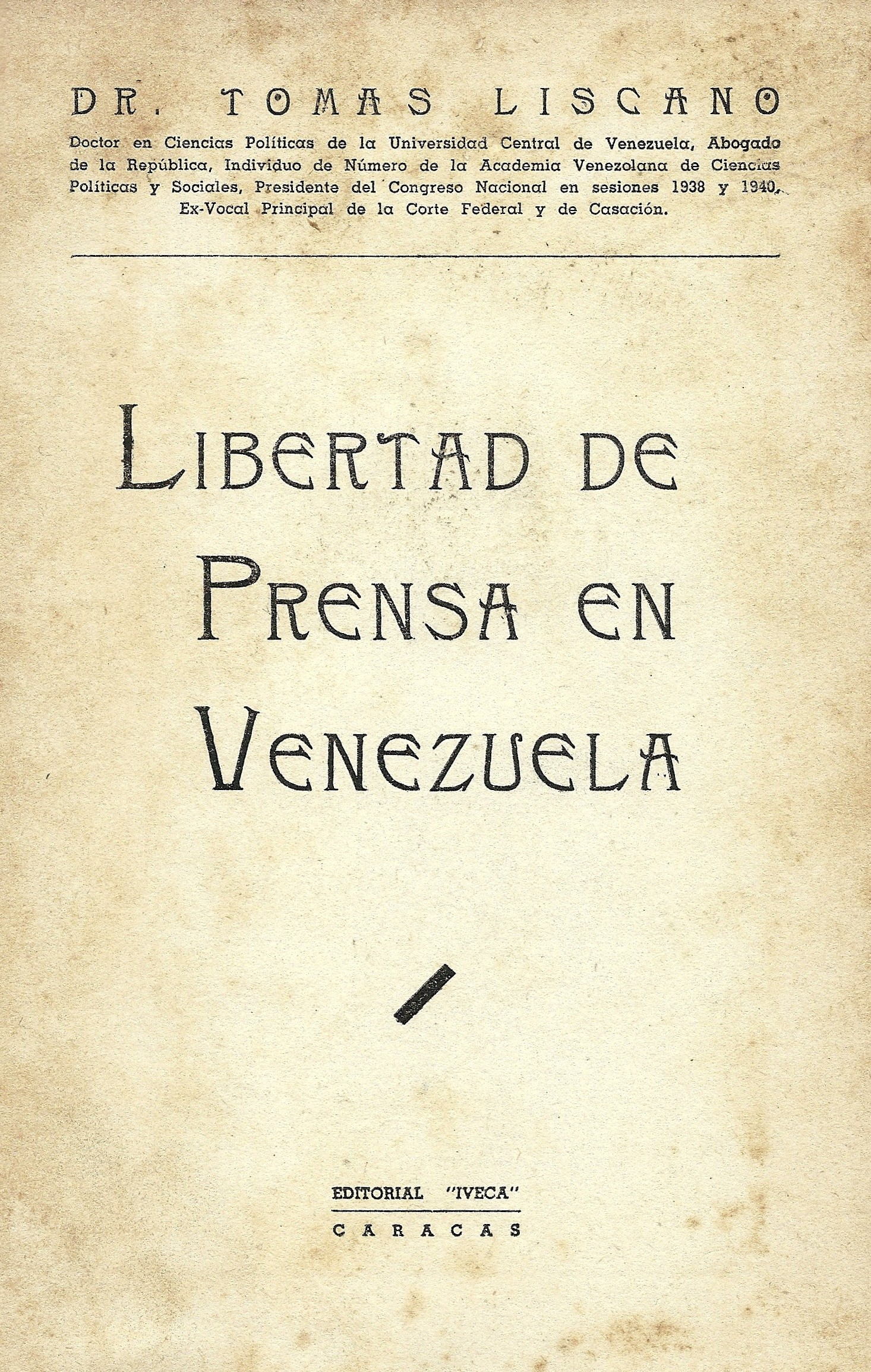
Portada del libro Libertad de prensa en Venezuela (Editorial IVECA, 1947).

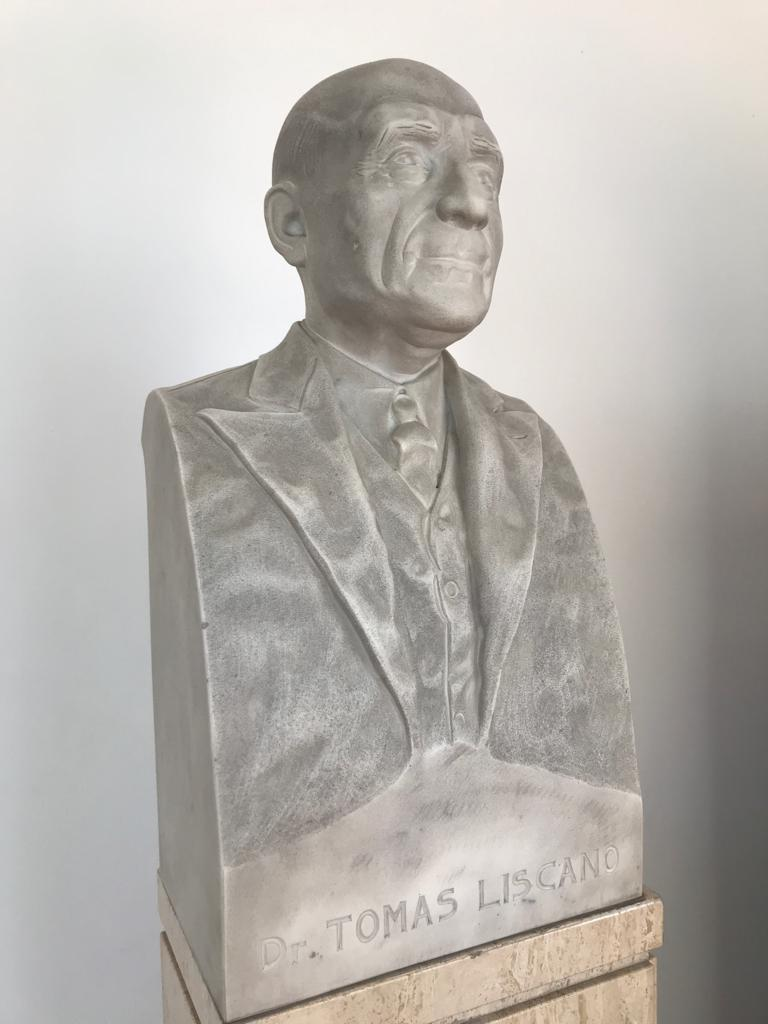
Busto hecho por Aldo Macor, develado el 31 de octubre de 1985 en el Palacio de las Academias, Caracas.

- Tildes Jurídicas. Editorial Sur América, Caracas, 1932, 278 páginas.
- La Moral del Abogado y de la Abogacía. Tipografía La Nación, Caracas, 1934, 139 páginas. Ediciones de la Presidencia de la República, Caracas, 1973, 177 páginas.
- La Responsabilidad Civil del Delincuente. Tipografía La Nación, Caracas, 1943, 125 páginas.
- Libertad de Prensa en Venezuela. Editorial IVECA, 1947, 175 páginas.

## Consideraciones sobre su vida y obra
Tomás Liscano, nacido en un honorable hogar quiboreño, y forjado, en la fragua de la lucha en tierras yaracuyanas, fue uno de esos hombres virtuosos, patriotas e ilustrados, que vino de la provincia a contribuir con sus luces, su probidad, su rectitud ciudadana y su valentía moral, al bien de la patria y a dar lustre al gentilicio venezolano. No llegó a Caracas a hacerse un parásito social sino un profesional que había de enriquecer la bibliografía jurídica nacional; un abogado de nota que daría brillo y prestigio al foro patrio. Sus méritos lo llevaron muy pronto a la Presidencia del Senado de la República, a la Corte Federal y de Casación y a regir una Entidad Federal. En la Corte Federal y de Casación estuvo en su medio natural: era por sobre todo un jurista y allí, en sus notables ponencias, puso de presente su vasta erudición, su profundo conocimiento del Derecho; su tino en la aplicación de la exégesis y en no pocos casos, en el uso de la equidad. Esos mismos relevantes méritos lo trajeron a ocupar un sillón de número en esta ilustre Academia, que ahora trae su retrato para la galería de los que ella honró con su presidencia
Félix Saturnino Angulo Ariza 

Conversador agradable, en la mesa que por tantas veces compartí o mejor dicho disfruté, recuerdo mucho, no sólo de su indeleble convicción cristiana, de su respeto y acatamiento a la Iglesia de la cual formaba parte, sino también de su amplio y liberal, hoy diríamos ecuménico criterio en materia religiosa. Como soldado de su fe, dio por ella recias y hermosas batallas, como Senador, a favor de la enseñanza religiosa. Pero también supe de su satisfacción por esa Iglesia nueva que a se veía venir en las Encíclicas Papales, desligada de intereses convencionales y más cerca de los humildes que de los poderosos.
Víctor Giménez Landínez

La Moral del Abogado y de la Abogacía (1934)

Más de una vez se le parangonó con una obra insigne, «El Alma de la Toga», por Ossorio y Gallardo (…) yo me atrevería a calificar el libro de Liscano como la toga con alma: una conciencia jurídica que no quería refugiarse en el frío reducto de la hermenéutica…
Rafael Caldera

Por haber sido el doctor Liscano esencialmente Abogado, y en el concepto más elevado del vocablo, en esta obra se analizan, con originalidad y realismo, trascendentales cuestiones atinentes a la ética profesional. En este sentido, el autor destaca que es primordial obligación del abogado conciliar antes que litigar…
Reinaldo Rodríguez Navarro

Libertad de prensa en Venezuela (1947)

El libro del Dr. Liscano sobre la libertad de prensa en Venezuela es una preciosa exégesis del derecho a la libertad individual en su aspecto relacionado con la libertad de expresión.
Tulio Chiossone